# تيار ماجلان

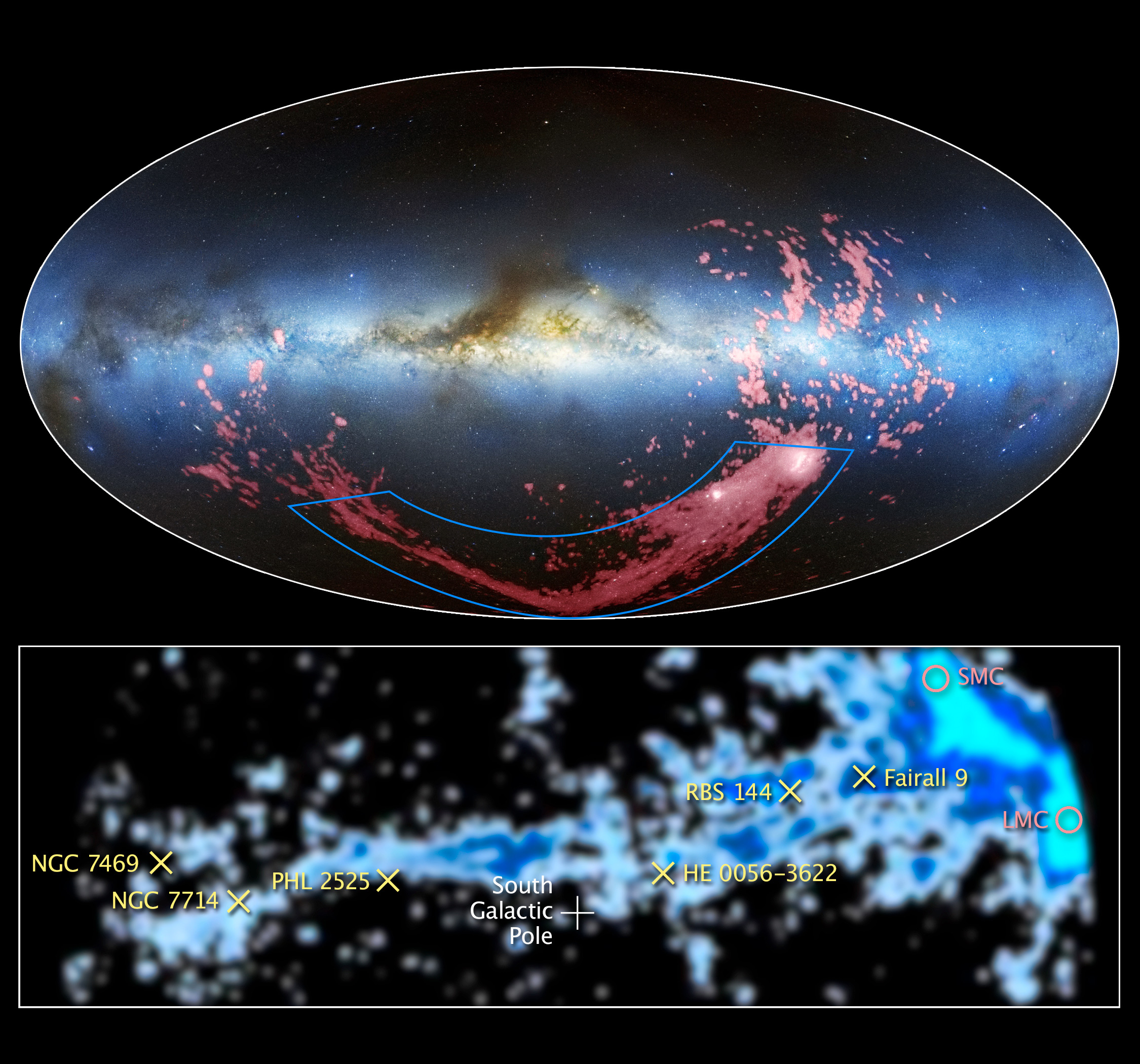
هذه الصور تظهر منظر واسع وقريب لشريط طويل من الغاز يسمى التيار الماجلاني الذي يمتد تقريبا إالى منتصف الطريق حول درب التبانة..

التيار الماجلاني هو تيار من السحب عالية السرعة من الغاز يغطي جزءا من السماء ويمتد من سحابتا ماجلان الكبرى والصغرى من خلال القطب الجنوبي المجرة من درب التبانة. تم مشاهدة التيار في عام 1965 وعلاقته مع سحب ماجلان أكتشفت في عام 1974.

## خصائص
سحابتا ماجلان محاطة بشبكة ممتدة من الهياكل الغازية. ومن أهمها التيار الماجلاني الذي يغطي أكثر من 200 درجة في السماء.
يمتد شريط غاز التيار الماجلاني لحوالي 600,000 سنة ضوئية تقريبا إالى منتصف الطريق حول درب التبانة ويبعد في المتوسط 180,000 سنة ضوئية عن درب التبانة يمر التيار الماجلاني عبر السجب الماجلانية تحت القطب الجنوبي للمجرة، ويعتقد أن التيار الماجلاني قد تمزق من سحب ماجلان قبل مئات الملايين من السنين في تفاعل مد جاذبي مع درب التبانة. ولا تزال الطبيعة الدقيقة لهذا التفاعل غير معروفة.
لكن في الآونة الأخيرة، أظهرت صور بزوايا واسعة ملتقطة بواسطة الموجات الراديوية، بما فيها تلك الملتَقطة بواسطة تلسكوب بايرد الضفة الأخضر (Byrd Green Bank Telescope)، أن التيار الماجلاني أطول وأقدم مما كان يعتقد سابقا، ربما يصل عمره غلى 2.5 مليار سنة. دَعمت هذه الأرصاد فرضيةً ثالثة محتملة للتيار، هي أن سحابتي ماجلان الكبرى والصغرى مرتا قريبتين جدا من بعضهما، فأدى المد الجاذبي إلى إثارة موجة من عمليات تشكل النجوم خلّفت هذا التيار الغازي.